# Protapanteles popularis
Protapanteles popularis är en stekelart som först beskrevs av Alexander Henry Haliday 1834.  Protapanteles popularis ingår i släktet Protapanteles och familjen bracksteklar. Arten är reproducerande i Sverige. Inga underarter finns listade i Catalogue of Life.